# На вынос
«На вы́нос» (англ. Take Out) — американский независимый драматический фильм 2004 года. Режиссёрами и сценаристами выступили Шон Бейкер и Ши-Чин Цоу, для которой картина стала дебютом в полнометражном кино. Лента повествует о нелегальном китайском иммигранте, работающем курьером в китайской закусочной с едой навынос в Нью-Йорке.
Премьера фильма состоялась на кинофестивале «Слэмдэнс» в январе 2004 года, однако в широкий прокат фильм вышел только в июне 2008 года. Лента была тепло принята критиками.
Слоган фильма: «Один нелегальный иммигрант, один долг за контрабанду, один день, чтобы расплатиться».

## Сюжет
В картине рассказывается об одном дне жизни Мин Дина, нелегального китайского иммигранта, работающего курьером в китайской закусочной с едой навынос в Нью-Йорке. Мин задерживает выплату огромного долга контрабандистам, которые привезли его в США. Коллекторы дали ему время до конца дня, чтобы расплатиться. Мин занимает большую часть суммы у друзей и родственников, а остаток необходимо заработать за счёт чаевых за дневные доставки. Это значит, что ему придётся заработать сумму, более чем в два раза превышающую его среднедневной заработок.

## В ролях
- Чарльз Янг — Мин Дин: Решительный, сдержанный курьер, который торопится выплатить просроченный платёж контрабандистам, нелегально переправляющим людей из Китая в другие страны. Мин приехал в США, чтобы потом обеспечить лучшее будущее для своих жены и ребёнка на родине.
- Дженг-Хуа Юй — Янг: Курьер и лучший друг Мина в закусочной. Беззаботный бездельник, который добавляет частичку юмора в обычные рабочие дни. Единственный в закусочной, кто знает о проблеме Мина.
- Ван-Тай Ли — «Большая сестра»: Кассирша и управляющая закусочной. Отважная женщина, обладающая уличной смекалкой. Одновременно принимает заказы и навынос, и внутри самого заведения.
- Джастин Ван — Вэй: Повар в закусочной, живущий в США дольше остальных. Из-за этого часто конфликтует с другими работниками.

## Стиль
«На вынос» представляет собой суровый и реальный взгляд на повседневную жизнь нелегальных китайских иммигрантов в Нью-Йорке. Бейкер заявил: «На нас сильно повлияло „синема верите“».
Бейкер также ссылался на фильм датского кинорежиссёра Ларса фон Триера «Идиоты» 1998 года, называя его одним из любимейших, и на направление в киноискусстве под названием «Догма 95», основанное Триером.

## Производство
Фильм снимался в районе Верхнего Манхэттена, Нью-Йорк, весной 2003 года на цифровую камеру в соответствии с направлением «синема верите» как с профессиональными, так и непрофессиональными актёрами. В съёмках участвовала не вся съёмочная группа, так как они проходили в настоящей закусочной с едой навынос в рабочее время.
Исполнитель главной роли Чарльз Янг — корейско-американский актёр, родившийся в Лонг-Айленде. Он выучил китайский язык во время учёбы на Тайване. Режиссёр Ши-Чин Цоу, которая родом с Тайваня, во время прослушивания предположила, что Янг из Китая.

## Релиз
Фильм «На вынос» впервые был показан на кинофестивале «Слэмдэнс» 18 января 2004 года. В ограниченный прокат картина была выпущена лишь 6 июня 2008 года компанией Cavu Pictures.
1 сентября 2009 года компания Kino Lorber выпустила ленту в США на DVD. 13 сентября 2022 года картина была выпущена на Blu-ray компанией Criterion Collection.

## Восприятие
На сайте-агрегаторе рецензий Rotten Tomatoes фильм получил рейтинг свежести 100 % и оценку 7,6/10 на основе 27 рецензий критиков. На сайте-агрегаторе рецензий Metacritic лента имеет рейтинг 80 баллов из 100 на основе 10 отзывов критиков, что означает «в целом положительные отзывы».
Зрители на показе фильма предположили, что актёр, сыгравший Мин Дина, находится в реальной опасности, и поинтересовались, как у него дела. На самом деле Янг работал в Google и получал степень магистра делового администрирования.

## Спор насчёт названия
Картина уже была продемонстрирована на более чем 25 кинофестивалях, когда юристы Бейкера и Цоу направили письмо Сету Ландау, который планировал выпустить ленту с аналогичным названием, с требованием переименовать её в течение 10 дней. Дело было передано в арбитраж в соответствии с правилами американской ассоциации кинокомпаний в ноябре 2005 года.

## Награды и номинации
Картина вместе с другой лентой Бейкера «Принц Бродвея» была номинирована на приз Джона Кассаветиса на церемонии «Независимого духа» в 2008 году. Фильм также получил приз Большого жюри на кинофестивале в Нэшвилле.